# Apofonia latina
Con l'impropria espressione di apofonia latina si intende un particolare fenomeno di indebolimento vocalico (fenomeno analogo, per certi versi, a quello della lenizione) riscontrabile nella lingua latina. Contrariamente ad altri fenomeni apofonici, come ad esempio l'apofonia indoeuropea (comune a tutte le lingue indoeuropee compresa la lingua latina medesima), caratterizzati da una natura funzionale (queste trasformazioni possiedono, cioè, sia un valore fonetico sia un valore morfologico-semantico), la cosiddetta apofonia latina è un fenomeno puramente meccanico (ossia ha un valore esclusivamente fonetico). Essa si verifica, infatti, ogniqualvolta una vocale breve si trova a cambiare posizione all'interno della parola; questa trasformazione dà vita a vari esiti a seconda dei suoni coinvolti.
L'apofonia latina si è verificata in un'epoca anteriore al III secolo a.C. ed è stata probabilmente causata dall'accento protosillabico di epoca preletteraria.

## Descrizione
L'apofonia latina consiste in "mutamenti del timbro vocalico, che hanno luogo quando una sillaba con vocale breve, originariamente in posizione iniziale o finale di parola, viene a trovarsi, per composizione o derivazione o flessione, in posizione interna". Questi mutamenti si realizzano diversamente a seconda che la vocale colpita si trovi in sillaba aperta o in sillaba chiusa, cioè che sia seguita da una sola consonante o da più consonanti.

Schema dell'apofonia latina in sillaba interna aperta

In sillaba interna aperta, salvo davanti ad r e dopo i, le vocali brevi tendono a chiudersi in ĭ o in ŭ, più precisamente:
- in ĭ davanti a d, t, n, g, c;
- in ŭ davanti a l seguita da vocale diversa da i (l velare, [l]), ma in ĭ davanti a l seguita da i (l palatale, [ʟ])[5];
- in ĭ o in ŭ indifferentemente davanti a b, p, f, m.

Davanti a r e dopo i le vocali brevi si chiudono in ĕ.
|                                           |                                           | esempio (originariamente a inizio parola)    | esempio (originariamente a fine parola) |
| ----------------------------------------- | ----------------------------------------- | -------------------------------------------- | --------------------------------------- |
| esito ĭ davanti a d, t, n, g, c           | ĕ > ĭ                                     | tĕnĕo > abstĭnĕo                             | flūmĕn > flūmĭnĭs                       |
| esito ĭ davanti a d, t, n, g, c           | ă > ĭ                                     | dătus > ēdĭtus                               | ĭtă > ĭtĭdem                            |
| esito ĭ davanti a d, t, n, g, c           | ŏ > ĭ                                     | lŏcŭs > īlĭcō                                | nŏvŏs > nŏvĭtas                         |
| esito ĭ davanti a d, t, n, g, c           | ŭ > ĭ                                     |                                              | mănŭs > mănĭca                          |
| esito ĭ o ŭ davanti a l palatale o velare | esito ĭ o ŭ davanti a l palatale o velare | sē dŏlo > sēdŭlo, ma sălĭo > dēsĭlĭo         | exŭl > exŭlo, ma exĭlĭum                |
| esito ĭ o ŭ davanti a b, p, f, m          | esito ĭ o ŭ davanti a b, p, f, m          | hăbĕo > prŏhĭbĕo, ma tăberna > contŭbernālis | mănŭs > mănĭbus, ma aucĕps > aucŭpis    |
| esito ĕ davanti a r                       | ĭ > ĕ                                     |                                              | cĭnĭs > cĭnĕris                         |
| esito ĕ davanti a r                       | ă > ĕ                                     | dăre > reddĕre                               |                                         |
| esito ĕ davanti a r                       | ŭ > ĕ                                     |                                              | volnŭs > volnĕris                       |
| esito ĕ dopo i                            | ŏ > ĕ                                     |                                              | piŏs > piĕtas                           |

Schema dell'apofonia latina in sillaba interna chiusa

In sillaba interna chiusa, la chiusura delle vocali brevi è ostacolata dalla presenza della consonante di chiusura, che agisce da "scudo protettivo" contro la riduzione del timbro vocalico:
- ă si chiude in ĕ, con successivo passaggio ad ĭ davanti a n seguita da consonante velare (n velare, [ŋ]) o ad ŭ davanti a l seguita da qualsiasi consonante (l velare, [ʟ]), o con chiusura del dittongo risultante (*ăi (>ae) > *ĕi > ī; ău > *ĕu > ū);
- ŏ si chiude in ŭ a partire dalla fine del III secolo a.C., ma tale chiusura dopo u vocalica o consonantica avviene solo a partire dall'età augustea.

|                          | esempio (originariamente a inizio parola)                                |
| ------------------------ | ------------------------------------------------------------------------ |
| ă > ĕ                    | ăptus > inĕptus                                                          |
| ă > ĭ davanti a n velare | tăngo > attĭngo                                                          |
| ă > ŭ davanti a l velare | sălsus > insŭlsus                                                        |
| *ăi (>ae) > *ĕi > ī      | *căido (>caedo) > *cĕcĕidi > cĕcīdi                                      |
| ău > *ĕu > ū             | clăudo > *sēclĕudo > seclūdo                                             |
| ŏ > ŭ                    | mŏntem > prōmŭntŭrĭum frŭŏr > frŭŭntur (ma frŭŏntur in età repubblicana) |

## Eccezioni
Esistono verbi composti o sostantivi declinati completamente sottratti all'apofonia latina: tipicamente si tratta di ricomposizioni analogiche (es. compăro < păro, ma impĕro) o di assimilazioni al vocalismo originario (es. Caesăris < Caesăr anziché *Caesĕris), oppure può trattarsi di giustapposti (es. il giustapposto cale-făcio < făcio, mentre confĭcio è un composto) o di composizioni tardive, posteriori al verificarsi dell'apofonia latina (es. perăgo < ăgo, ma exĭgo).